# Comité de Fútbol de Saint-Martin
El Comité de Fútbol de Saint-Martin es uno de los entes rectores de fútbol que conforman el Comité de Fútbol de las Islas del Norte, y es el ente rector del fútbol en el lado francés de la Isla de San Martín, el cual funciona de una forma similar al Comité de Fútbol de San Bartolomé en la isla de San Bartolomé.

## Historia
Fue fundado en el año 1986 y es el ente que regula todas las actividades relacionadas con el fútbol en el lado francés de la  Isla de San Martín. Se encarga de la realización del Campeonato de fútbol de Saint Martin y de la actividad que tengan las selecciones nacionales que las representan en los torneos internacionales.
El comité se afilió a la Concacaf en el año 2002, pero todavía no son miembros de la FIFA, por lo que sus representantes no pueden competir en torneos organizados como el Mundial de Fútbol, aunque sí pueden jugar en las competiciones regionales organizadas en Norteamérica, Centroamérica y el Caribe. Es miembro de la Unión Caribeña de Fútbol desde su fundación.